# Tokyo Swindlers
Tokyo Swindlers (Originaltitel: 地面師たち) ist eine japanische Fernsehserie, basierend auf dem Roman Jimenshitachi von Ko Shinjo. Die Serie wurde am 25. Juli 2024 weltweit auf Netflix veröffentlicht.

## Handlung
Eine Bande berüchtigter Immobilienbetrüger plant ihren bisher größten Coup auf dem überhitzten Immobilienmarkt von Tokio. Im Erfolgsfall könnte ihr ausgeklügelter Betrug ihnen 10 Milliarden Yen einbringen. Um ihr Ziel zu erreichen, treiben sie ein trickreiches Spiel mit Grundstückseigentümern und großen Bauträgern, welches auch seine Opfer einfordert, während die Polizei unerbittlich Jagd auf sie macht.

## Besetzung und Synchronisation
Die deutschsprachige Synchronisation entstand nach den Dialogbüchern von Lula Leitloff und Vincent Borko sowie unter der Dialogregie von Bernhard Völger durch die Synchronfirma Iyuno Germany in Berlin.
| Rolle                    | Schauspieler         | Synchronsprecher          |
| ------------------------ | -------------------- | ------------------------- |
| Takumi Tsujimoto         | Gō Ayano             | Julius Jellinek           |
| Harrison Yamanaka        | Etsushi Toyokawa     | Tim Moeseritz             |
| Takeshita                | Kazuki Kitamura      | Rainer Fritzsche          |
| Reiko Inaba              | Eiko Koike           | Giuliana Jakobeit         |
| Yoshio Gotō              | Pierre Taki          | Christoph Banken          |
| Nagai                    | Shōta Sometani       | Tom Sielemann             |
| Natsumi Kawai            | Izumi Matsuoka       | Susanne Geier             |
| Kaede                    | Kaito Yoshimura      | Amadeus Strobl            |
| Orochi                   | Anthony              | Tobias Müller             |
| Sunaga                   | Satoru Matsuo        | Timo Weisschnur           |
| Maki                     | Tarō Suruga          | Nick Forsberg             |
| Hayashi                  | Makita Sports        | Bernhard Völger           |
| Kuramochi                | Elaiza Ikeda         | Rieke Werner              |
| Tatsu                    | Lily Franky          | Frank Röth                |
| Aoyagi                   | Koji Yamamoto        | Fabian Oscar Wien         |
| Tsuyoshi Abiru           | Junpei Yasui         | Christopher Arndt         |
| Haba                     | Kenji Iwaya          | Sven Brieger              |
| Yoshie Taniguchi         | Asako Kobayashi      | Greta Galisch de Palma    |
| Sasaki                   | Takeo Gozu           | Rainer Gerlach            |
| Abekawa                  | Shōichirō Tanigawa   | Bernd Vollbrecht          |
| Ōkubo                    | Tetsu Hirahara       | Julian Tennstedt          |
| Yoshioka                 | Ryō Hiraoka          | Wanja Gerick              |
| Hidaka                   | Fumiya Endō          | Vincent Fallow            |
| Ōtani                    | Shin Shimizu         | Lucas Wecker              |
| Saki                     | Moemi Katayama       | Maria Burghardt           |
| Masami Tsujimoto         | Toshiaki Inomata     | Ulrich Blöcher            |
| Kazuma Saeki / Nishitani | Masaaki Akahori      | Dirk Talaga               |
| Haraguchi                | Tappei Aono          | Lucas Lentes              |
| Yashiki                  | Shishimaru Matsumoto | Ben Couch                 |
| Ninomiya                 | Yūta Tanokura        | Sam Bauer                 |
| Kubota                   | Shuji Okui           | Felix Spieß               |
| Ishiguro                 | Ikuma Nagatomo       | Fabian Kluckert           |
| Matsuoka                 | Hideki Nakano        | Jeremias Koschorz         |
| Yamauchi                 | Kenji Shio           | Constantin von Jascheroff |
| Brown                    | John Crosby          | Gabriel Merz              |
| García                   | Luis Fernandez-Gil   | Sebastian Christoph Jacob |
| Fujishima                |                      | Jörg Pintsch              |
| Hagiwara                 |                      | Dirc Simpson              |
| Seiya                    |                      | Heiko Akrap               |
| Hattori                  |                      | Julia Blankenburg         |
| Saeko                    |                      | Heike Beeck               |
| Takasu                   |                      | Alex Friedland            |
| Kenta                    |                      | Melina Witez              |
| Kodama                   |                      | Bastian Sierich           |

## Episodenliste
| Nr.                                                                       | Deutscher Titel | Originaltitel |
| ------------------------------------------------------------------------- | --------------- | ------------- |
| 1                                                                         | Folge 1         | Episode#01    |
| 2                                                                         | Folge 2         | Episode#02    |
| 3                                                                         | Folge 3         | Episode#03    |
| 4                                                                         | Folge 4         | Episode#04    |
| 5                                                                         | Folge 5         | Episode#05    |
| 6                                                                         | Folge 6         | Episode#06    |
| 7                                                                         | Folge 7         | Episode#07    |
| Am 25. Juli 2024 werden alle Folgen der Serie bei Netflix veröffentlicht. |                 |               |